# لینارس (شیلی)
لینارس (به اسپانیایی: Linares) یک شهرستان‌ در شیلی است که در استان لینارس واقع شده‌است. لینارس ۱٬۴۵۶٫۷ کیلومترمربع مساحت و ۱۲۰٬۷۱۶ نفر جمعیت دارد و ۱۶۵ متر بالاتر از سطح دریا واقع شده.

## خواهرخوانده
شهر لینارس خواهرخواندهٔ لینارس (شیلی) هست.